# Indianai Egyetem
Az Indianai Egyetem (angolul Indiana University Bloomington) 1820-tól Bloomingtonban működő egyetem, amely a legjobb száz amerikai egyetem közé tartozik, több mint 200 szakkal alapképzésben, több mint 200 kutatóközponttal, és évente majdnem 3000 külföldi diákkal.
A diáklétszám több mint 40 ezer, ennek egynegyede posztgraduális képzésben vesz részt. Az oktatók száma meghaladja a kétezret. Az egyetemi kampusz 7,84 km² területen fekszik.
Az egyetem csillagvizsgálójában több száz aszteroidát fedeztek fel.

## Magyar oktatók
- Aknai Tamás művészettörténész, vendégoktató
- Csorba László történész, vendégoktató
- Dégh Linda néprajzkutató, tanszékvezető
- Kulcsár Kálmán jogász, szociológus, vendégoktató
- Sebők György zongoraművész
- Szegedy-Maszák Mihály irodalomtörténész, az összehasonlító irodalomtudományi tanszék professzora
- Szentpáli Roland[1] tubaművész, zeneszerző
- Vadas Ágnes hegedűművész
- Vázsonyi Endre újságíró, fordító, kritikus, nyelvészeti tudományos kutató
- Zathureczky Ede hegedűművész

## Nobel-díjasok
- Hermann Joseph Muller genetikus, zoológus, orvosi, 1946
- James D. Watson a DNA szerkezetének társleírója, orvosi, 1962
- Salvador Luria a molekuláris biológia kutatója, orvosi, 1969
- Elinor Ostrom közpénzügyekkel foglalkozó közgazdász, közgazdasági emlékdíj, 2009